# Gottfried Kinkel
Johann Gottfried Kinkel, född 11 augusti 1815 i Oberkassel nära Bonn, död 13 november 1882 i Zürich, var en tysk skald och konsthistoriker. 
Kinkel, som var son till en protestantisk präst, studerade i sin ungdom teologi i Bonn och Berlin och föreläste 1836–1837 som privatdocent i kyrkohistoria i Bonn. Efter en vistelse i Italien 1837–1838 höll han mycket besökta föreläsningar i konsthistoria, blev 1840 religionslärare vid ett gymnasium i Bonn samt strax därefter hjälppredikant i Köln. 
Vid samma tid gjorde Kinkel bekantskap med den fem år äldre Johanna Mathieux, som sedan flera år levt skild från sin förste man, och i umgänget med henne fördes han bort från ortodoxin. När han 1843 gifte sig med henne, väckte detta den teologiska fakultetens misshag, och därmed var brytningen fullbordad. 
Kinkel gick 1845 över till den filosofiska fakulteten och blev 1846 kallad till extra ordinarie professor i konsthistoria, i vilket ämne Bonn, först bland Tysklands universitet, då fick en lärostol. År 1845 utgav han första bandet av det ofullbordade verket Geschichte der bildenden Künste bei den christlichen Völkern, som utkom samtidigt med Franz Kuglers och Karl Schnaases bekanta verk. 
Under 1848 års politiska stormar kastade sig Kinkel in i den revolutionära rörelsen, utgav broschyren Handwerker, rette dich! (1848) och tidningen "Spartacus" samt blev en av huvudmännen för socialdemokraterna i Rhenprovinsen. Som deltagare i det badensiska upproret häktades han 1849 och dömdes till livstids fästning. Han insattes på Spandau 1850, men lyckades i november samma år rymma därifrån. 
Efter att ha kommit i säkerhet till England begav Kinkel sig 1851 till USA, men återvände snart till London, där han vid universitetet höll föreläsningar över konst och tysk litteratur. I London förlorade han sin fru, som dog av ett fall ut genom fönstret. År 1866 kallades han till professor i konsthistoria vid Polytechnikum i Zürich. 
Som skald utgav Kinkel Gedichte (1843, sjunde upplagan 1872; andra samlingen 1868). I synnerhet är två episka dikter berömda, främst Otto der Schutz (1846; 81:a upplagan 1903), men även Der Grobschmied von Antwerpen (1872; femte upplagan 1900); mindre framstående är däremot hans dramatiska dikt Nimrod (1857). Tillsammans med sin fru utgav han Erzählungen (1849; tredje upplagan 1883). Hans sista dikt var Tanagra. Idyll ans Griechenland (1883; tredje upplagan 1886). 
Som konsthistoriker författade Kinkel, förutom den ovannämnda konsthistorien, Euripides und die bildende Kunst (1872), Peter Paul Rubens (1874) och Mosaik zur Kunstgeschichte (1876). Ett monument över honom restes 1906 i hans födelseort.